# 성주 갈씨
성주 갈씨(星州葛氏)는 경상북도 성주군을 본관으로 하는 한국의 성씨이다.

## 역사
가선대부(嘉善大夫)로  동지중추부사(同知中樞府事)를 지낸 갈유도(葛有道)의 아들 갈천민(葛天敏, 1664년 ~ ?)이 1697년(숙종(肅宗) 23년) 정시(庭試) 무과에 급제하였다. 갈천민의 형은 갈예민(葛禮敏)과 갈선민(葛善敏)이다.

## 인구
- 2000년 5가구 20명
- 2015년 175명

## 같이 보기
- 갈 (성씨)